# Ulrich P. Ecker
Ulrich Peter Ecker (* 30. März 1951 in Duisburg) ist ein deutscher Historiker und Archivar.
Ulrich P. Ecker studierte Romanistik und Geschichte in Düsseldorf, Montpellier und Freiburg. Nach der Promotion in mittelalterlicher Geschichte 1981 in Freiburg absolvierte er die Ausbildung für den höheren Archivdienst. Von 1983 an arbeitete Ecker im Stadtarchiv Freiburg, das er von 2002 bis 2016 leitete. Als Lehrbeauftragter unterrichtet Ecker am Zentrum für Schlüsselqualifikationen der Universität Freiburg, zeitweise hatte er auch einen Lehrauftrag bei der Verwaltungs- und Wirtschaftsakademie.
Ecker ist Autor von Veröffentlichungen zur Freiburger Stadt- und südwestdeutschen Landesgeschichte sowie Herausgeber der Veröffentlichungen aus dem Archiv der Stadt Freiburg i. Br. Von 1994 bis 2007 hatte Ecker die Schriftleitung der Zeitschrift des Breisgau-Geschichtsvereins „Schau-ins-Land“ inne.
Von 1999 bis 2010 war er Vorsitzender des Breisgau-Geschichtsvereins Schau-ins-Land. 2009 wurde er zum Mitglied des Alemannischen Instituts Freiburg berufen. Außerdem ist er Mitglied des Arbeitskreises für Stadtgeschichtsforschung.
In seiner Freizeit ist Ecker künstlerisch tätig. Ecker ist verheiratet und hat einen Sohn.

## Veröffentlichungen (Auswahl)
- Die Geschichte des Klosters Sankt Johannes-Baptista der Dominikanerinnen zu Kirchheim unter Teck. Dissertation Freiburg i. Br. 1985.
- Freiburg 1944–1994, Zerstörung und Wiederaufbau: Begleitbuch zur Ausstellung von Stadtarchiv und Augustinermuseum anlässlich des 50. Jahrestags der Zerstörung Freiburgs im Luftkrieg am 27. November 1944. Waldkircher Verlag, Waldkirch 1994, ISBN 3-87885-293-2.
- Bernd Spitzmüller: „... aber das Leben war unvorstellbar schwer“. Die Geschichte der Zwangsarbeiter und Zwangsarbeiterinnen in Freiburg während des Zweiten Weltkriegs. Mit Beiträgen von Ulrich P. Ecker. Stadtarchiv, Freiburg i. Br. 2004, ISBN 3-923272-30-8.
- Karl Friedrich Ludwig Drais von Sauerbronn. In: Klaus-Werner Benz (Hrsg.): 200 Jahre Bürgerkultur. Die Museumsgesellschaft Freiburg i. Br. e.V. Ein Jubiläumsband. Herder, Freiburg i. Br. 2006, ISBN 978-3-451-24391-2, S. 95 ff.
- mit Christiane Pfanz-Sponagel: Die Geschichte des Freiburger Gemeinderats unter dem Nationalsozialismus. Schillinger, Freiburg (Breisgau) 2008, ISBN 978-3-89155-336-7.